# إيسكو مورينو
إيسكو مورينو (مواليد 24 أكتوبر 1974) هو سياسي فليبيني وممثل سابق ويشغل حالياً منصب حاكم مانيلا.